# Pinhão (Alijó)

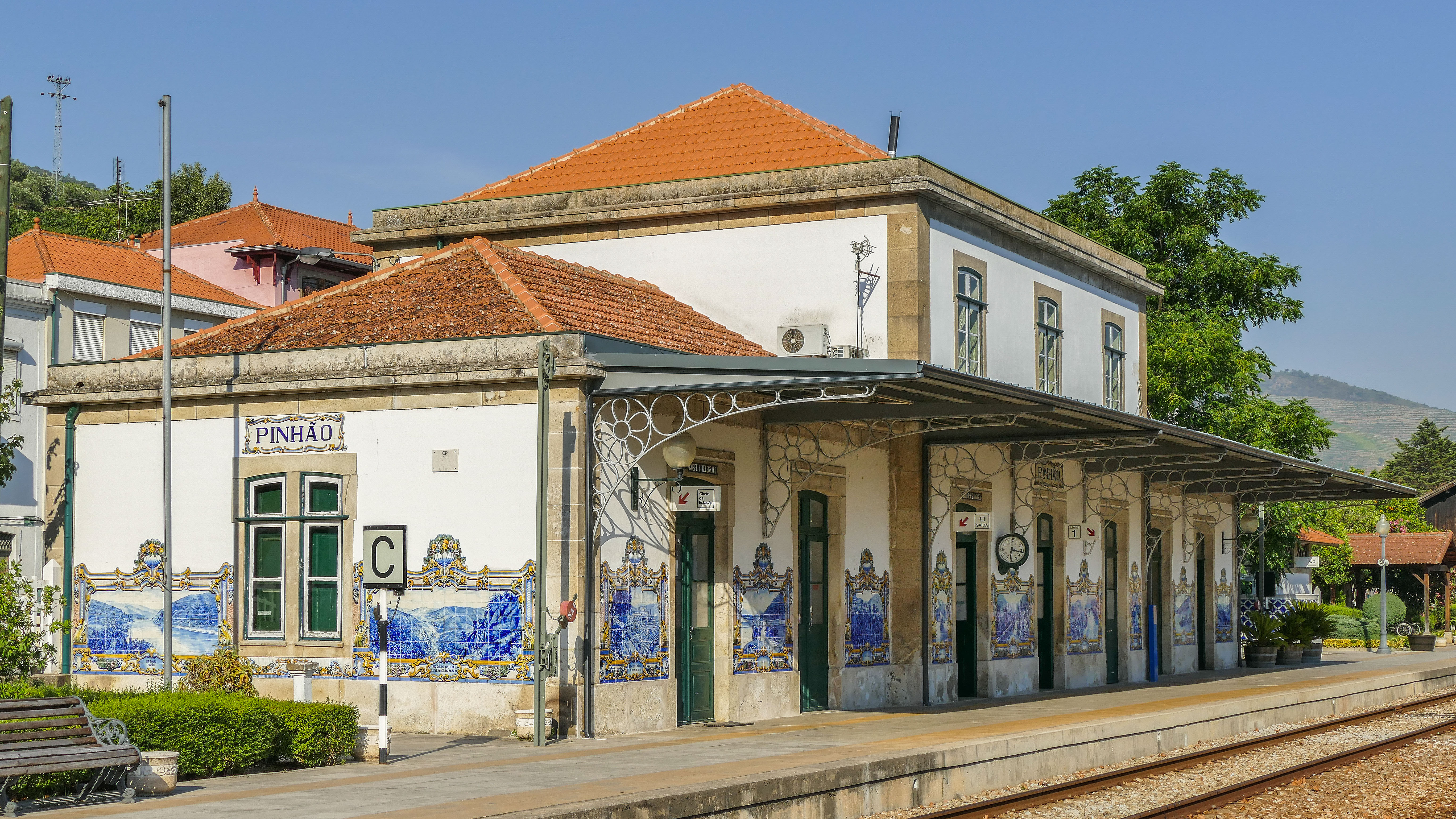
Der mit Azulejos-Bildern reich geschmückte Bahnhof

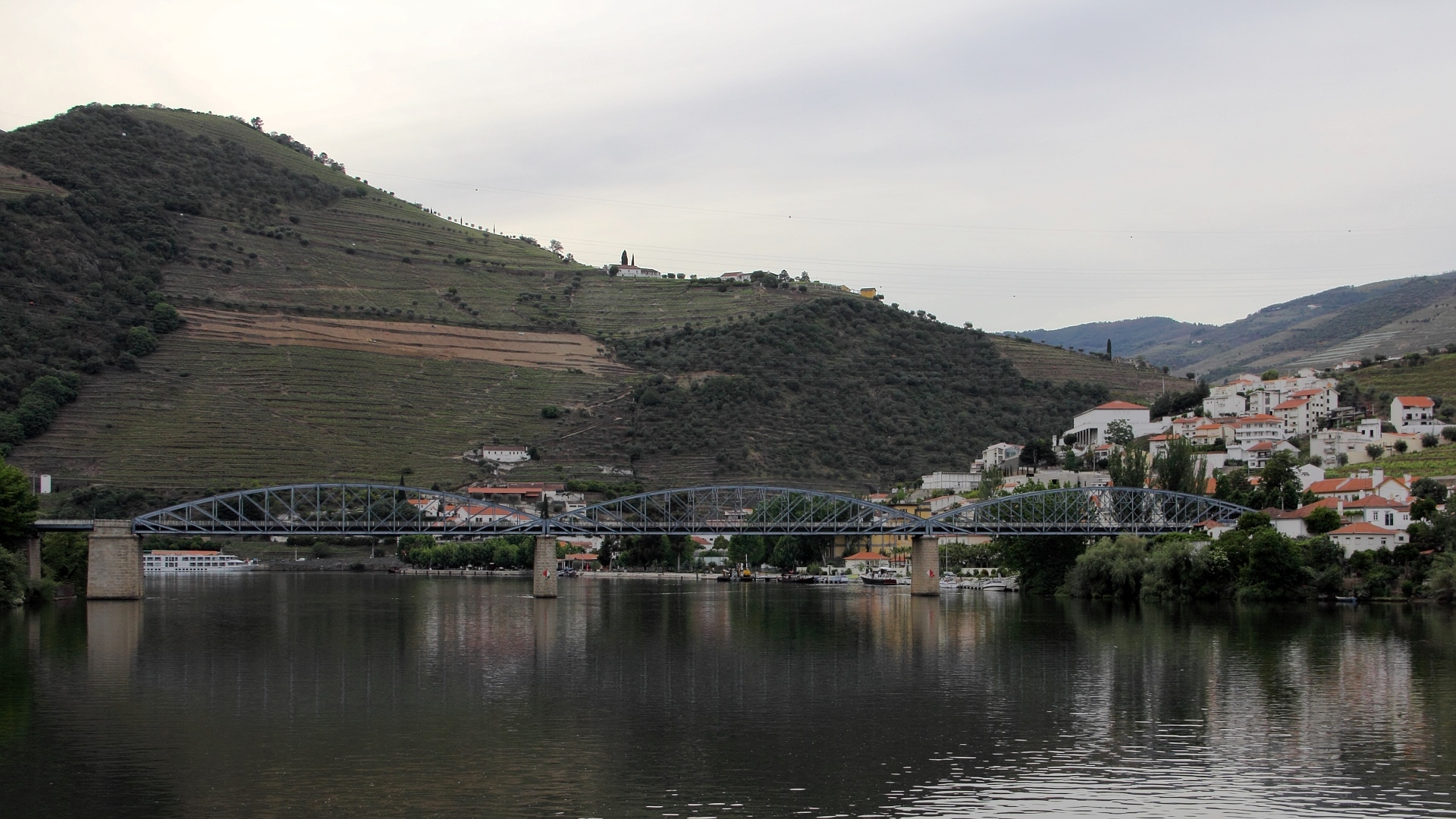
Ponte do Pinhão über den Douro

Pinhão ist ein Ort und eine Gemeinde (Freguesia) in Nord-Portugal. Sie gehört zum Landkreis (Concelho) von Alijó und hat eine Fläche von 3,0 km² und 622 Einwohner (2021). Hier mündet der Rio Pinhão in den Douro, an dessen rechtem Ufer der Ort liegt.

## Geschichte
Erstmals wurde der heutige Ort 1134 als Siedlung in der Gemeinde São Pedro de Celeirós de Panóias erwähnt. 1933 wurde Pinhão eine eigenständige Gemeinde, und 1991 erhielt der Ort den Status einer Vila (Kleinstadt).

## Kultur und Sehenswürdigkeiten
Der Ort liegt an der Mündung des Rio Pinhão in den Douro im Zentrum des Portwein-Anbaugebietes Alto Douro.
Pinhão ist auch für seinen, mit zahlreichen Azulejos-Bildern ausgekleideten Bahnhof der Linha do Douro-Eisenbahnstrecke bekannt. Zu seinen Baudenkmälern zählt zudem die erst 1930 errichtete Gemeindekirche Igreja Paroquial do Pinhão (auch Capela de Nossa Senhora da Conceição), mit Altarretabeln aus poliertem Holz, und Seitenteilen mit vergoldetem Holzschnitzwerk (Talha dourada).
Die Straßenbrücke Ponte do Pinhão führt die Straße ER 323 über den Fluss nach Ervedosa do Douro.